# Nina Žižić
Nina Žižić (muntenegreană: Нина Жижић; n. 20 aprilie 1985) este o cântăreață din Muntenegru. În 2013 a reprezentat Muntenegru, alături de Who See, la Concursul Muzical Eurovision. Aceasta va reprezenta țara pentru a doua oară la Concursul Muzical Eurovision 2025, în Basel, Elveția.